# 洋泉社
洋泉社（ようせんしゃ）は、東京都千代田区神田小川町にあった日本の出版社。1985年設立。宝島社の子会社だった。

## 概要
1985年に藤森建二（元未来社の編集者）により設立。洋泉社の名は埴谷雄高が付けた。
当初は純文学や社会派系の書籍を刊行していた。1987年からシリーズが開始したキーワード事典シリーズ（初刊本は「ロックの冒険―いまどきのロックに油をそそぐためのアドベンチャー」）や、同シリーズのサブレーベル「朝までビデオ」シリーズ（1989年から刊行開始）をさきがけとして、サブカルチャー系の書籍を主に刊行するようになる。
のちに映画秘宝シリーズを創刊する編集者田野辺尚人は、1993年に入社している（田野辺の前職は思潮社の編集者だった）。
宝島社との人的交流があったこともあり、1998年に宝島社の子会社となる。
田野辺と、宝島社から出向してきた町山智浩を中心として『映画秘宝』などのムック（『映画秘宝』は1995年から刊行開始し、のちに雑誌化した）、映画宝島シリーズの書籍の刊行開始。その他にも独自のムック、新書yなどの発行を手がけていた。
2020年2月1日付で宝島社に吸収合併され解散し、従業員や権利義務等は宝島社が承継した。『映画秘宝』は休刊、それ以外の出版物も合併後の新規発行は行わない方針とされたが、『映画秘宝』に関しては双葉社に発行元を移して4月21日発売の6月号より復刊されるも、2022年3月19日発売の5月号をもって再度休刊となる。

## 出版物
- 新書y（複数のレーベルがあった）
- ムックy
- ライブラリー
  - キーワード事典シリーズ
  - 映画秘宝シリーズ
  - 映画秘宝コレクション
  - トンデモ本
  - ヤングアダルト
  - アウトロー
  - 文芸・エッセイ
  - 人文・社会
  - スポーツ
  - 実用・学参
  - 科学・理工
  - 音楽・芸術
  - 就職